# Como Ama Una Mujer
Como Ama Una Mujer je první španělsky zpívané album americké zpěvačky Jennifer Lopez. Album produkovali Julio Reyes a Estefano.
První singl, který z desky vyšel dostal název Qué Hiciste a začal se v Severní Americe hrát v lednu 2007, v únoru se objevil i v Evropě.
Ve čtyřech písních na albu můžeme slyšet i Londýnský symfonický orchestr.

## Seznam písní
1. "Qué Hiciste" – 2:42
2. "Me Haces Falta" – 3:37
3. "Como Ama Una Mujer – 6:01
4. "Te Voy A Querer" – 4:40
5. "Porque Te Marchas" – 4:33
6. "Por Arriesgarnos" (feat. Marc Anthony) – 3:31
7. "Tú" – 4:10
8. "Amarte Es Todo" - 4:00
9. "Apresúrate"– 5:02
10. "Sola" – 5:17
11. "Adiós" – 4:09
12. “Quién Será“ – 3:51

## Umístění ve světě
| Hitparáda (2007)  | Umístění |
| ----------------- | -------- |
| Řecko             | 1        |
| Švýcarsko         | 1        |
| Itálie            | 1        |
| Španělsko         | 2        |
| Turecko           | 1        |
| Evropa            | 3        |
| Maďarsko          | 3        |
| Německo           | 4        |
| Mexiko            | 6        |
| Argentina         | 3        |
| Rakousko          | 10       |
| Francie           | 11       |
| Belgie            | 32       |
| Portugalsko       | 17       |
| Polsko            | 9        |
| Nizozemsko        | 35       |
| Švédsko           | 49       |
| Kanada            | 50       |
| Velká Británie    | 131      |
| USA               | 10       |
| Světová hitparáda | 9        |